# Visitante único
Según los Estándares de la Web Global de la IFABC  un visitante único es una dirección de IP más un identificador adicional. El término visitante único es equivalente al de usuario único teniendo ambos un significado similar. Los sitios de internet pueden utilizar cookies y/o un registro ID. Es de notar que cuando los usuarios utilizan direcciones de IP  dinámicas (por ejemplo por proveedores de conexión por línea conmutada de internet), esta definición puede sobrevalorar o infravalorar el número real de usuarios individuales involucrados.
El dato de visitantes únicos constituye un modo habitual  de medir la popularidad de un sitio web y es un dato a menudo comunicado a potenciales anunciantes o inversores. Los usuarios únicos de un sitio web son normalmente medidos para un periodo estándar de tiempo, normalmente un mes. El uso de indicadores de rendimiento como visitantes/usuarios únicos es polémico de modo que Greg Harmon de Belden Research infiere que muchas compañías al reportar su rendimiento on-line pueden sobrevalorar el número de visitantes únicos. Recuerda que esta cifra es solo el identificador de un ordenador, no de una persona en concreto. Y normalmente, el ordenador está identificado por una cookie que es más habitualmente asignada a un navegador individual dentro de dicho ordenador. Como un porcentaje creciente de personas en Estados Unidos  tiene acceso ahora a un ordenador en casa y otro en el trabajo o en la escuela, puede ser que haya que dividir el total reportado de usuarios únicos por la mitad. Además, otra fracción creciente de personas regularmente eliminan las cookies de sus aparatos —presumiblemente tanto en casa como en el trabajo—y otro importante porcentaje utiliza más de un navegador en cada uno de sus aparatos. 
Esto significa que para un típico portal de noticias, por ejemplo, que las personas pueden visitar más de una vez al día para mantenerse al tanto de las noticias de última hora, los usuarios únicos reportados pueden estar sobrestimados sobre el número de personas reales por un factor de cuatro. En el otro lado, para aquellos que desean impresionar a los anunciantes o inversores, el número reportado de sesiones o visitas y páginas vistas es probablemente más preciso, de modo que un menor grupo de personas visita mucho más a menudo y un mayor número de  páginas de lo que los números pueden sugerir.